# Saint-Clair-du-Rhône
Pour les articles homonymes, voir Saint-Clair.
Saint-Clair-du-Rhône est une commune française, dans le département de l’Isère en région Auvergne-Rhône-Alpes.

## Géographie

### Situation
Saint-Clair-du-Rhône est un bourg périurbain de la vallée du Rhône.
La grande ville la plus proche de Saint-Clair-du-Rhône est Vienne (à environ 10 km).
Saint-Clair-du-Rhône se trouve dans l'aire d'attraction de Lyon, dans l'unité urbaine de Vienne, dans la zone d'emploi de Vienne - Annonay et dans le bassin de vie de Condrieu.

### Communes limitrophes
Les communes limitrophes sont Condrieu, Vérin, Saint-Prim, Chavanay, Saint-Michel-sur-Rhône, Clonas-sur-Varèze, Les Roches-de-Condrieu et Saint-Alban-du-Rhône.

### Géologie et relief
La commune de Saint-Clair-du-Rhône s'étend sur 7,16 km² de coteaux et de plaine depuis les bords du Rhône jusqu'à la rivière Varèze au sud.
La commune à une altitude moyenne de 161 mètres. Son point culminant se trouve à 304 mètres.
Elle se trouve à 45 degrés 26 minutes 30 secondes de latitude nord et 4 degrés 46 minutes 30 secondes de longitude est.

### Hydrographie

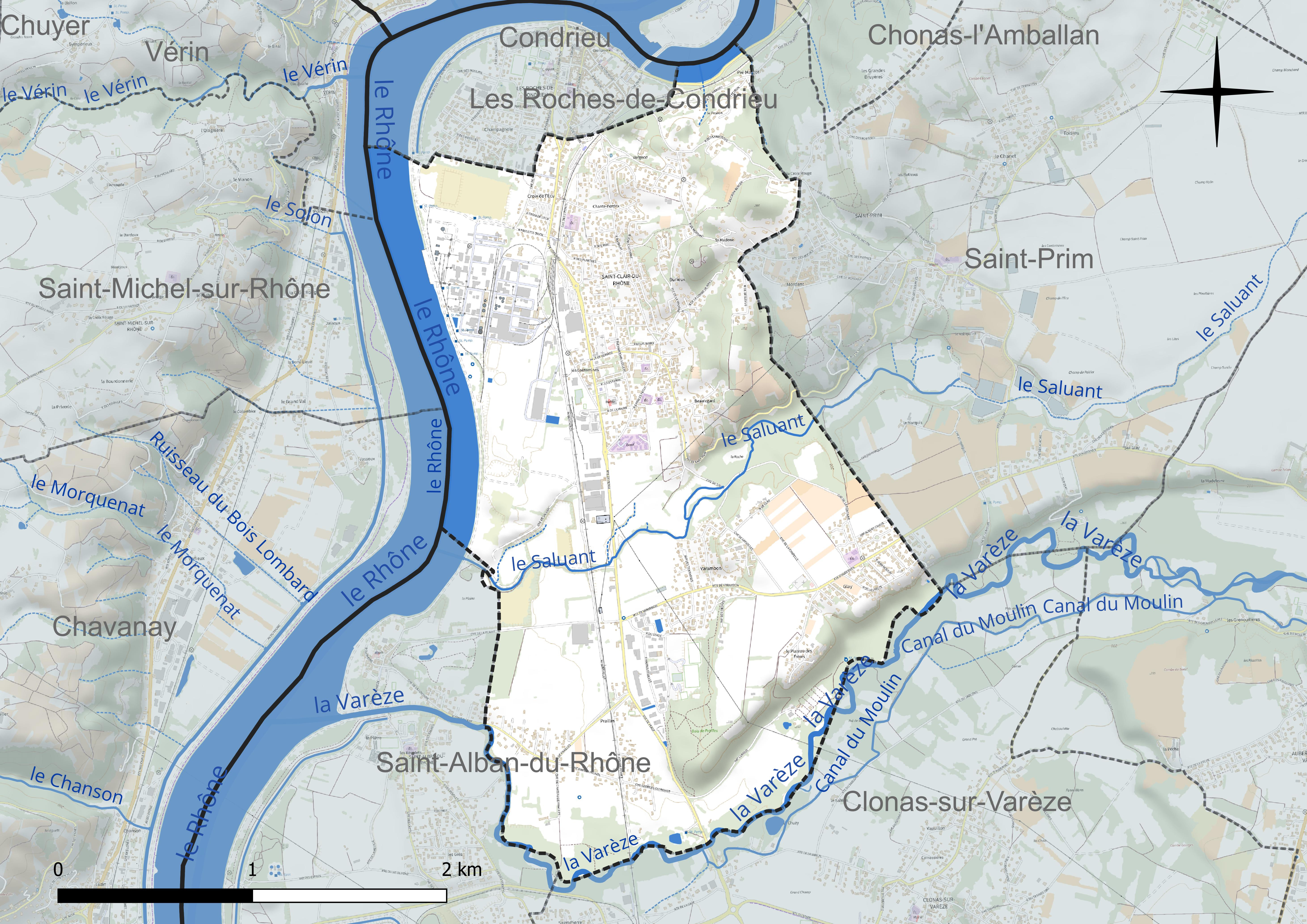
Carte hydrographique de la commune.

Saint-Clair-du-Rhône fait partie du bassin versant du Rhône.
La commune est limitée à l'ouest par le lit du fleuve le Rhône et au sud par la rivière Varèze (un affluent du Rhône).
On note également le Saluant, qui traverse le territoire dans une direction essentiellement est-ouest.

### Climat
Pour des articles plus généraux, voir Climat d'Auvergne-Rhône-Alpes et Climat de l'Isère.
En 2010, le climat de la commune est de type climat océanique altéré, selon une étude du Centre national de la recherche scientifique s'appuyant sur une série de données couvrant la période 1971-2000. En 2020, Météo-France publie une typologie des climats de la France métropolitaine dans laquelle la commune est dans une zone de transition entre le climat semi-continental et le climat de montagne et est dans une zone de transition entre les régions climatiques « Moyenne vallée du Rhône » et « Nord-est du Massif Central ».
Pour la période 1971-2000, la température annuelle moyenne est de 12 °C, avec une amplitude thermique annuelle de 17,8 °C. Le cumul annuel moyen de précipitations est de 793 mm, avec 8,6 jours de précipitations en janvier et 5,7 jours en juillet. Pour la période 1991-2020, la température moyenne annuelle observée sur la station météorologique de Météo-France la plus proche, « Reventin », sur la commune de Reventin-Vaugris à 6 km à vol d'oiseau, est de 12,9 °C et le cumul annuel moyen de précipitations est de 775,7 mm,. Pour l'avenir, les paramètres climatiques de la commune estimés pour 2050 selon différents scénarios d'émission de gaz à effet de serre sont consultables sur un site dédié publié par Météo-France en novembre 2022.

## Urbanisme

### Typologie
Au 1er janvier 2024, Saint-Clair-du-Rhône est catégorisée ceinture urbaine, selon la nouvelle grille communale de densité à sept niveaux définie par l'Insee en 2022.
Elle appartient à l'unité urbaine de Vienne, une agglomération inter-départementale regroupant 25  communes, dont elle est une commune de la banlieue,,.
Par ailleurs la commune fait partie de l'aire d'attraction de Lyon, dont elle est une commune de la couronne,. Cette aire, qui regroupe 397 communes, est catégorisée dans les aires de 700 000 habitants ou plus (hors Paris),.

### Occupation des sols

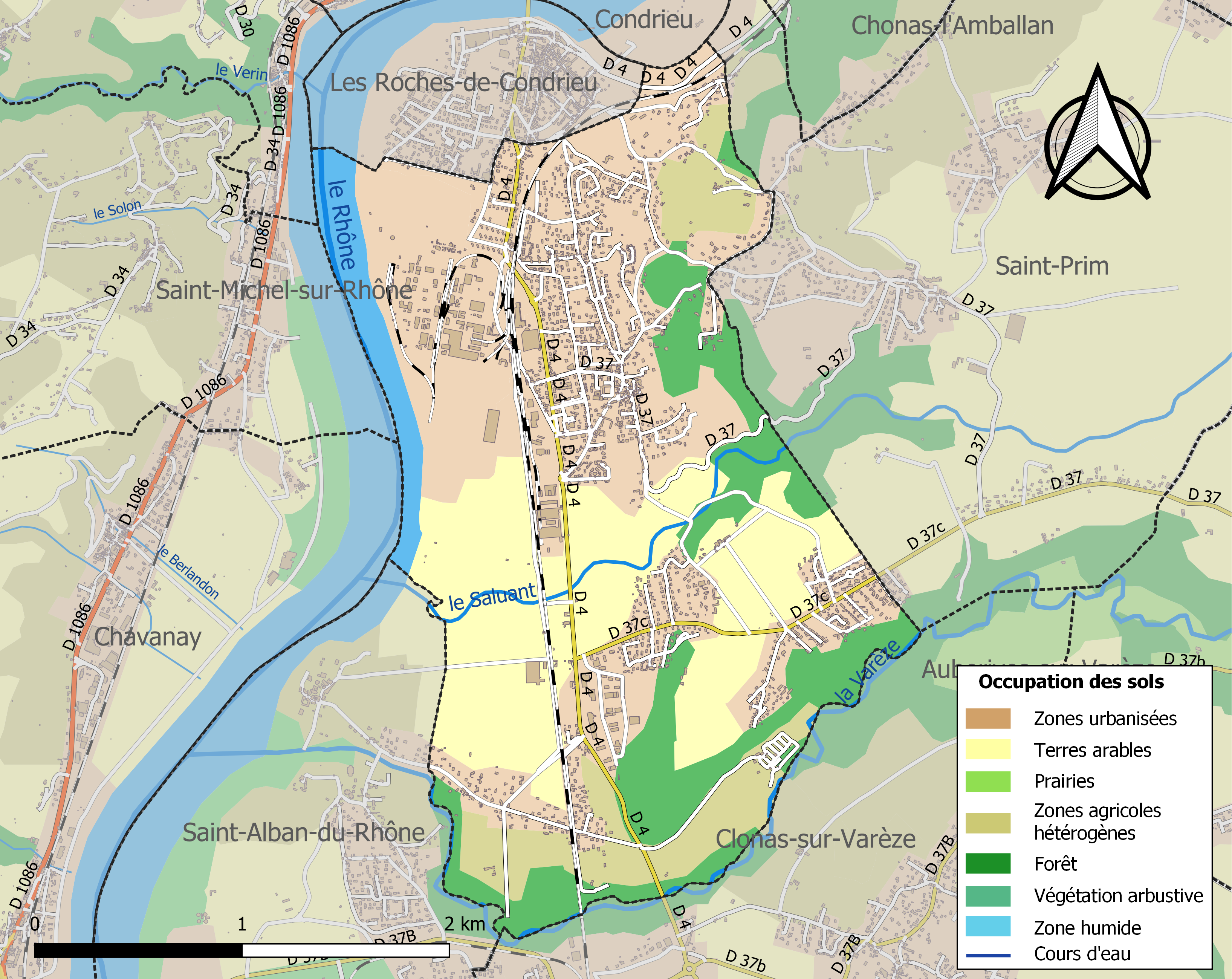
Carte des infrastructures et de l'occupation des sols de la commune en 2018 (CLC).

L'occupation des sols de la commune, telle qu'elle ressort de la base de données européenne d’occupation biophysique des sols Corine Land Cover (CLC), est marquée par l'importance des territoires artificialisés (46,8 % en 2018), en augmentation par rapport à 1990 (40 %).
La répartition détaillée en 2018 est la suivante :
zones urbanisées (34,7 %), terres arables (17,3 %), forêts (15,2 %), zones industrielles ou commerciales et réseaux de communication (11,3 %), zones agricoles hétérogènes (9,1 %), cultures permanentes (7,1 %), eaux continentales (4,5 %), espaces verts artificialisés, non agricoles (0,9 %).
L'évolution de l’occupation des sols de la commune et de ses infrastructures peut être observée sur les différentes représentations cartographiques du territoire : la carte de Cassini (XVIIIe siècle), la carte d'état-major (1820-1866) et les cartes ou photos aériennes de l'IGN pour la période actuelle (1950 à aujourd'hui).

### Hameaux, lieux-dits et écarts
Quelques noms de quartiers : Chante-Perdrix, Varambon, Prailles, la Madone, les Grouillères, le Gabion, Matras, Bellevue, les Littes, etc..

### Habitat et logement
En 2021, le nombre total de logements dans la commune était de 1 705, alors qu'il était de 1 666 en 2016 et de 1 567 en 2011.
Parmi ces logements, 93,9 % étaient des résidences principales, 1 % des résidences secondaires et 5,1 % des logements vacants. Ces logements étaient pour 82 % d'entre eux des maisons individuelles et pour 15,8 % des appartements.
Le tableau ci-dessous présente la typologie des logements à Saint-Clair-du-Rhône en 2021 en comparaison avec celle de l'Isère et de la France entière. Une caractéristique marquante du parc de logements est ainsi la faible proportion des résidences secondaires et logements occasionnels (1 %) par rapport au département (8,3 %) et à la France entière (9,7 %).
| Typologie                                               | Saint-Clair-du-Rhône | Isère | France entière |
| ------------------------------------------------------- | -------------------- | ----- | -------------- |
| Résidences principales (en %)                           | 93,9                 | 84    | 82,2           |
| Résidences secondaires et logements occasionnels (en %) | 1                    | 8,3   | 9,7            |
| Logements vacants (en %)                                | 5,1                  | 7,7   | 8,1            |

### Voies de communication et transports

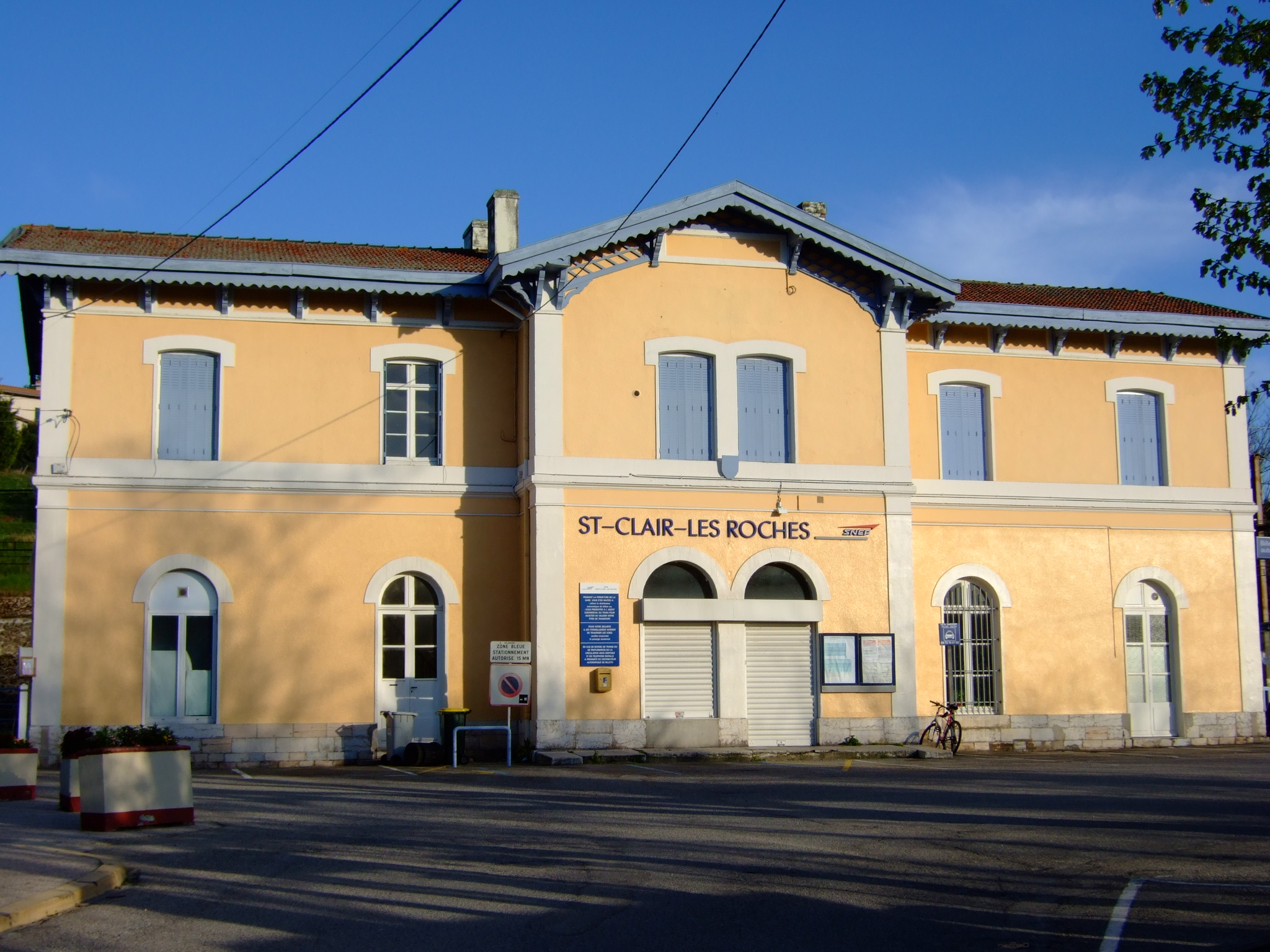
La gare de Saint-Clair-Les Roches

La commune est accessible par la RN  85, la RN 86, la RD 519, la RD 4, la RN 7, la A7.
De Vienne (10 km), de Lyon (40 km), de Saint-Étienne (50 km), de Valence (50 km) et de Grenoble 100 km).
La gare de Saint-Clair - Les Roches, située sur la ligne de Paris-Lyon à Marseille-Saint-Charles, est desservie par des trains TER Auvergne-Rhône-Alpes qui effectuent des missions entre les gares de Lyon-Part-Dieu, de Valence-Ville et de Marseille-Saint-Charles.
Le transport en commun urbain est assuré par le Transport du Pays Roussillonnais.

### Risques naturels et technologiques

#### Risques sismiques
comme la plupart des communes de son secteur géographique, l'ensemble de la commune de Saint-Clair-du-Rhône est situé en zone de sismicité no 3 (sismicité modéré).

## Toponymie
Le nom de Saint-Clair-du-Rhône vient de saint Clair (590-660) qui est né dans l'emplacement de l'actuelle commune. En mémoire de celui-ci les habitants du lieu ont adopté le nom de Saint-Clair-du-Rhône.
Saint-Clair, né Clarus en 590 au Gabion (hameau du centre du village), devint abbé du monastère Saint-Marcel à Vienne. Remarqué par sa vertu, son don de prophétie (il annonça les futures invasions des Vandales et des Sarrasins) et ses miracles (un paralytique aurait été guéri le jour de sa mort en 660), il fut canonisé au IXe siècle et on donna son nom à son village natal.

## Histoire
Avant d’être une cité industrielle, Saint-Clair-du-Rhône a été un petit village de paysans et d’abord un site gallo-romain dont on peut retracer l’histoire en s’appuyant sur l’archéologie et la tradition chrétienne.

Saint-Clair-du-Rhône au tout début du XXe siècle
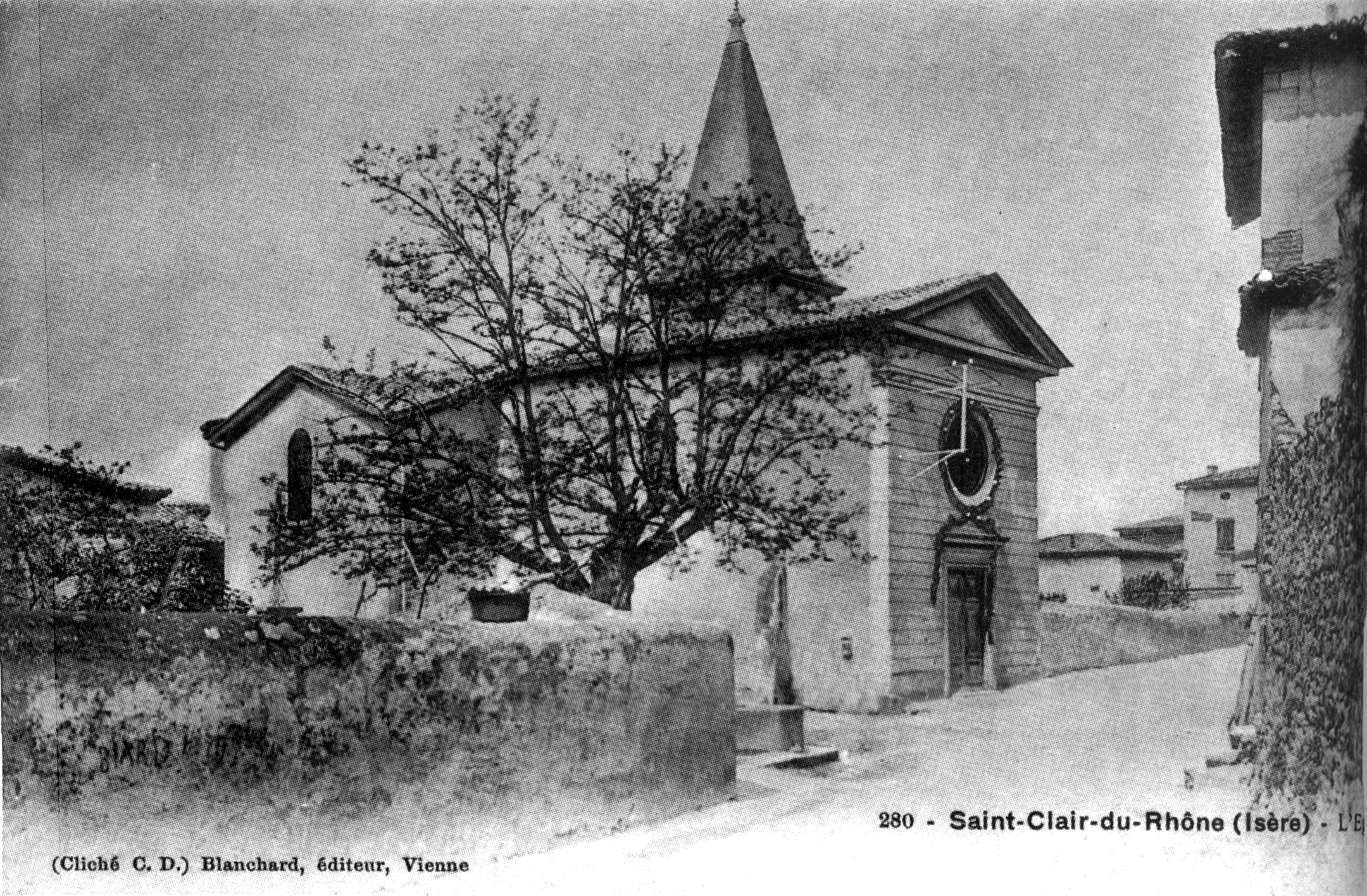
L'église en 1906.
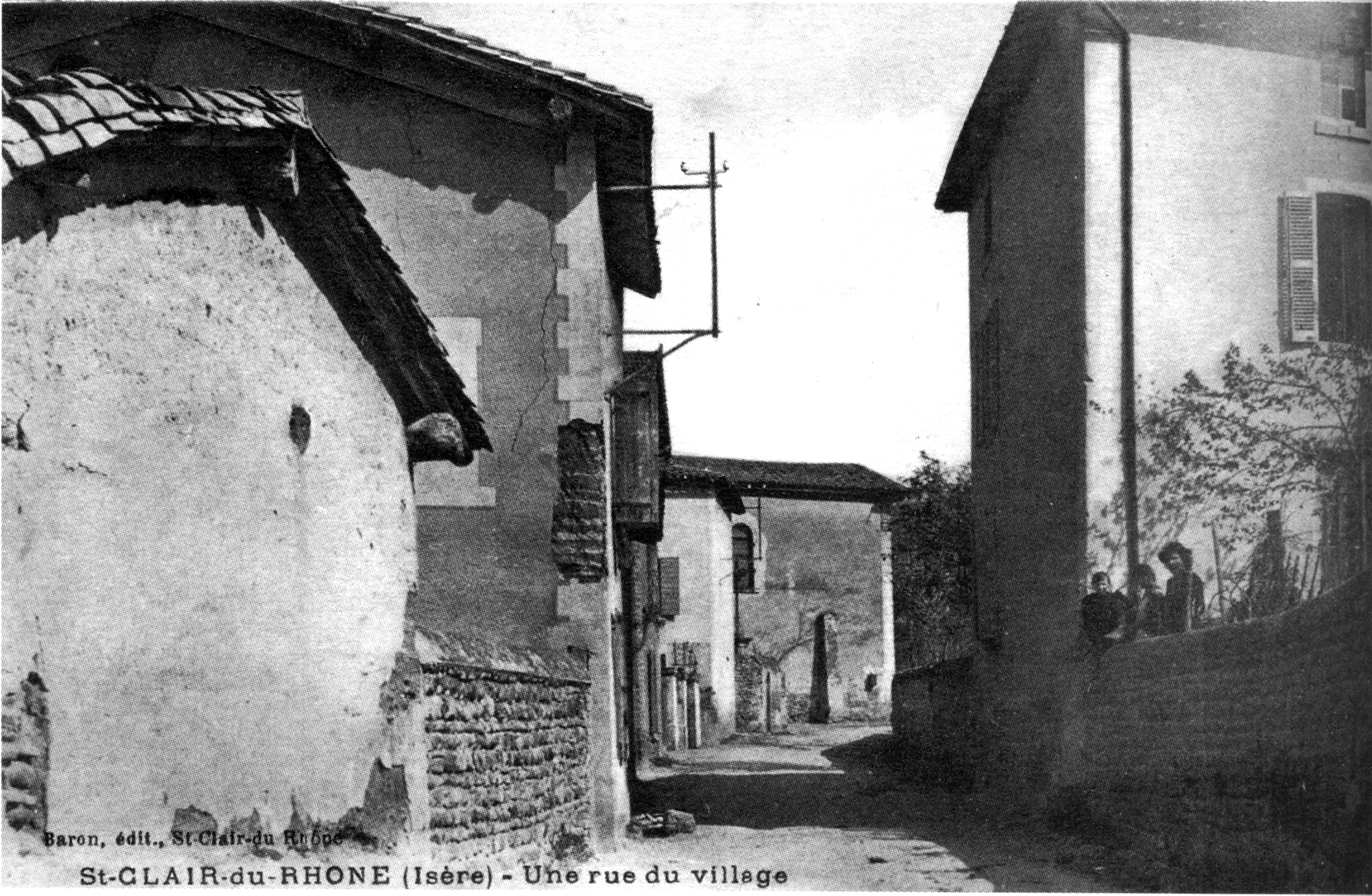
Une rue en 1914.

Le 8 décembre 2018, lors du mouvement des gilets jaunes la commune attire sur elle l'attention médiatique en devenant la « capitale du RIC ». En effet, un « live » facebook réuni plusieurs milliers de personnes dont des figures du mouvement comme Maxime Nicolle, Yvan Bachaud, Etienne Chouard ou encore le blogueur Demos Kratos et se tient en direct de la commune iséroise,.

Quatre ans plus tard le 26 mars 2022, à l'occasion de élection présidentielle, le candidat Jean Lassalle, après une visite à Lyon, se rend sur la commune. Il y tient une réunion publique où il réaffirme sa volonté d'instaurer le RIC, présent dans son programme,.

## Politique et administration

### Rattachements administratifs et électoraux

#### Rattachements administratifs
La commune se trouve dans l'arrondissement de Vienne du département de l'Isère.
Elle faisait partie depuis 1801 du canton de Roussillon. Dans le cadre du redécoupage cantonal de 2014 en France, cette circonscription administrative territoriale a disparu, et le canton n'est plus qu'une circonscription électorale.

#### Rattachements électoraux
Pour les élections départementales, la commune fait partie depuis 2014 du canton de Vienne-2.
Pour l'élection des députés, elle fait partie de la huitième circonscription de l'Isère.

### Intercommunalité
Saint-Clair-du-Rhône était membre de la communauté de communes du Pays Roussillonnais, un établissement public de coopération intercommunale (EPCI) à fiscalité propre créé en 1992 et auquel la commune avait transféré un certain nombre de ses compétences, dans les conditions déterminées par le code général des collectivités territoriales.
Dans le cadre des dispositions de la loi portant nouvelle organisation territoriale de la République du 7 août 2015, qui prévoit que les établissements publics de coopération intercommunale (EPCI) à fiscalité propre doivent avoir un minimum de 15 000 habitants, cette intercommunalité a fusionné avec la communauté de communes du Territoire de Beaurepaire pour former, le 1er janvier 2019, la communauté de communes Entre Bièvre et Rhône, dont est désormais membre la commune.

### Liste des maires
| Période                                  | Période                    | Identité          | Étiquette | Qualité                                                       |
| ---------------------------------------- | -------------------------- | ----------------- | --------- | ------------------------------------------------------------- |
| Les données manquantes sont à compléter. |                            |                   |           |                                                               |
|                                          |                            |                   |           |                                                               |
| 1839                                     | 1852                       | Émile Faure,      |           |                                                               |
|                                          |                            |                   |           |                                                               |
|                                          |                            | Jean Fournet      |           |                                                               |
| 1968                                     |                            | Georges Nemoz     | DVD       | Technicien                                                    |
|                                          |                            |                   |           |                                                               |
| 1997                                     | 2014                       | Jean Nemoz        | DVD       |                                                               |
| 2014                                     | décembre 2022              | Olivier Merlin    | SE        | Cadre administratif ou commercial d'entreprise Démissionnaire |
| décembre 2022                            | En cours (au 23 août 2023) | Sandrine Lecoutre |           | Cadre administrative ou commerciale d'entreprise              |

### Jumelages
La ville est jumelée avec :
- Mammola (Italie) depuis 2010[27]

## Équipements et services publics

### Enseignement
La commune est rattachée à l'académie de Grenoble.
Elle héberge trois écoles publiques
- Ecole maternelle et élémentaire publique « Les Grouillères »
- Ecole maternelle et élémentaire publique « Village »
- Ecole primaire publique « Glay »

et une école privée
- Ecole primaire privée « Saint-Paul »

### Santé
Sur la commune sont implantés en 2021 quatre médecins généralistes, un cabinet dentaire, une pharmacie, un service de soins infirmiers à domicile, et un pôle médical regroupant médecins généralistes et professions paramédicales (audioprothésiste, infirmières, orthophonistes, ostéopathe, psychologue, psychomotricienne, réflexologie, sage-femme, kinésithérapeute).

## Population et société
Les habitants de Saint-Clair-du-Rhône sont les Saint-Clairois et les Saint-Clairoises.

### Démographie
L'évolution du nombre d'habitants est connue à travers les recensements de la population effectués dans la commune depuis 1800. Pour les communes de moins de 10 000 habitants, une enquête de recensement portant sur toute la population est réalisée tous les cinq ans, les populations de référence des années intermédiaires étant quant à elles estimées par interpolation ou extrapolation. Pour la commune, le premier recensement exhaustif entrant dans le cadre du nouveau dispositif a été réalisé en 2004.

En 2022, la commune comptait 3 678 habitants, en évolution de −5,03 % par rapport à 2016 (Isère : +3,07 %, France hors Mayotte : +2,11 %).
| 1800 | 1806 | 1821 | 1831 | 1836 | 1841 | 1846 | 1851 | 1856 |
| ---- | ---- | ---- | ---- | ---- | ---- | ---- | ---- | ---- |
| 493  | 593  | 570  | 605  | 674  | 623  | 655  | 683  | 685  |

| 1861 | 1866 | 1872 | 1876 | 1881 | 1886 | 1891 | 1896 | 1901 |
| ---- | ---- | ---- | ---- | ---- | ---- | ---- | ---- | ---- |
| 695  | 683  | 685  | 675  | 624  | 605  | 560  | 536  | 511  |

| 1906 | 1911 | 1921 | 1926 | 1931  | 1936  | 1946  | 1954  | 1962  |
| ---- | ---- | ---- | ---- | ----- | ----- | ----- | ----- | ----- |
| 528  | 505  | 641  | 767  | 1 009 | 1 211 | 1 359 | 1 858 | 2 266 |

| 1968  | 1975  | 1982  | 1990  | 1999  | 2004  | 2006  | 2009  | 2014  |
| ----- | ----- | ----- | ----- | ----- | ----- | ----- | ----- | ----- |
| 2 753 | 2 650 | 3 059 | 3 360 | 3 605 | 3 835 | 3 859 | 3 886 | 3 902 |

| 2019  | 2022  | - | - | - | - | - | - | - |
| ----- | ----- | - | - | - | - | - | - | - |
| 3 705 | 3 678 | - | - | - | - | - | - | - |

### Médias
Historiquement, le quotidien à grand tirage Le Dauphiné libéré consacre, chaque jour, y compris le dimanche, dans son édition du Nord-Isère (Vienne), un ou plusieurs articles à l'actualité du canton et quelquefois de la commune, ainsi que des informations sur les éventuelles manifestations locales, les travaux routiers, et autres événements divers à caractère local.

### Cultes
La communauté catholique et l'église (propriété de la commune) dépendent de la paroisse Saint-Pierre-en-Pays-Roussillonais qui recouvre plusieurs autres communes. Cette paroisse est rattachée au diocèse de Grenoble-Vienne.

## Économie et emploi
En 2020, la médiane du revenu de la commune est de 24 000 euros.
En 2020, le taux de chômage de la commune est de 8,6 % de la population active. Chez les jeunes de 15 à 24 ans le taux de chômage est alors de 25,7 %. Parmi les actifs disposant d'un travail 88,5 % sont des salariés.

## Culture locale et patrimoine

### Lieux et monuments

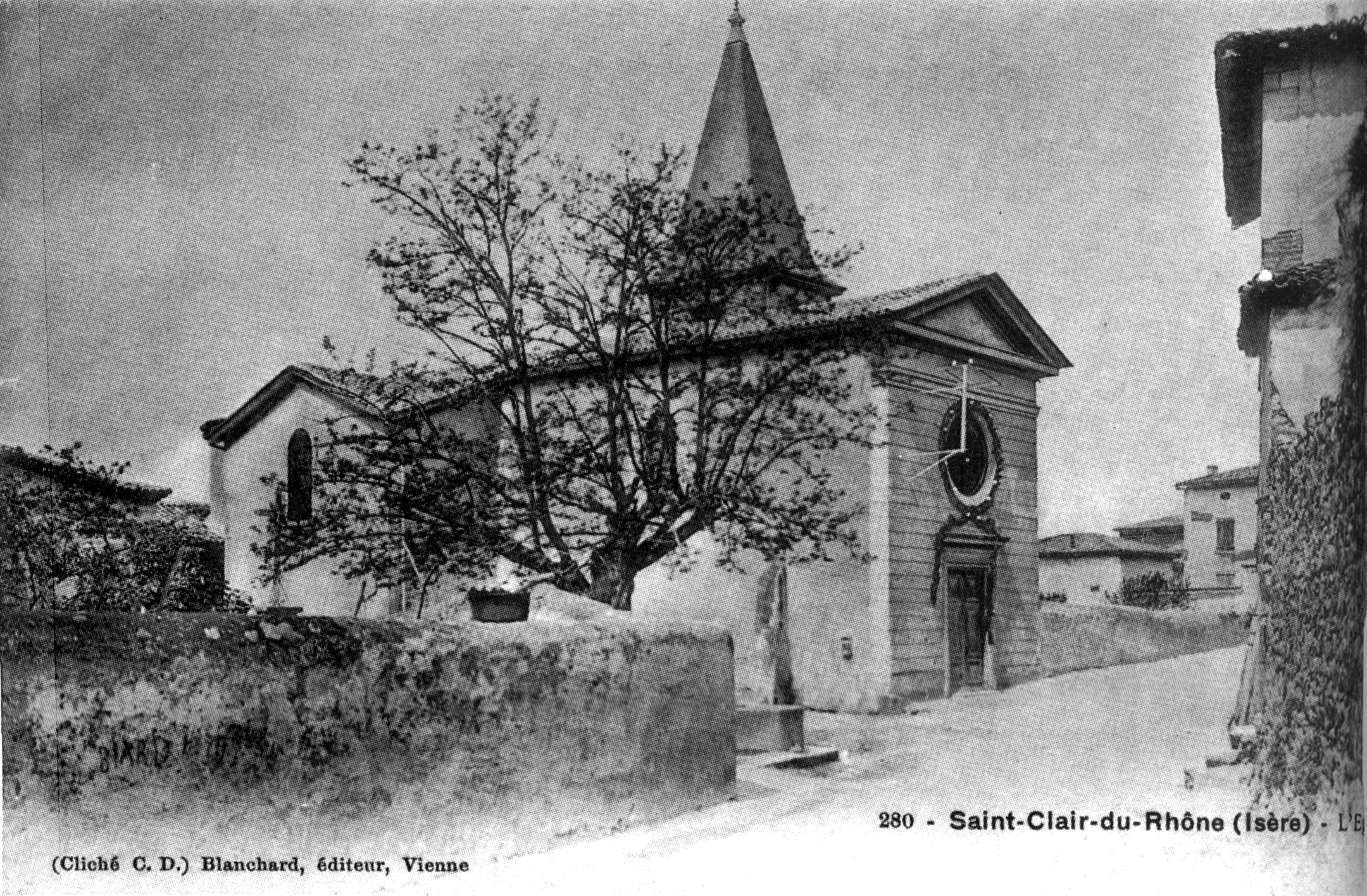
L'église en 1906.

- Monument aux morts communal de la Première Guerre mondiale : se présente sous la forme d'un haut piédestal surmontée par la statue d'un Poilu en sentinelle. Créé à l'origine pour commémorer les victimes de la Première Guerre mondiale, les stèles commémoratives présentent également les noms des soldats de la commune morts lors d'autres conflits : Seconde Guerre mondiale, guerre d'Indochine[35].
- Statue de la Madone : cette statue de Marie occupe l'emplacement de l'ancien château, au-dessus du hameau de Burieux à 271 mètres d’altitude[36].
- Église Saint-Clair de Saint-Clair-du-Rhône

### Personnalités liées à la commune
- Saint Clair dit Clair du Dauphiné est né dans la localité et lui a donné son nom : Saint-Clair-du-Rhône.

### Héraldique, logotype et devise
| Blason de Saint-Clair-du-Rhône | Blason  | Tiercé en fasce: au 1er d'azur au lion d'or, au 2e de gueules au chevron d'or accompagné de trois besants de sable, au 3e rempli d'une mer d'or, chargée d'un dauphin nageant d'azur. |
| Blason de Saint-Clair-du-Rhône | Détails | Le statut officiel du blason reste à déterminer. |

## Pour approfondir